# روبروال، کبک

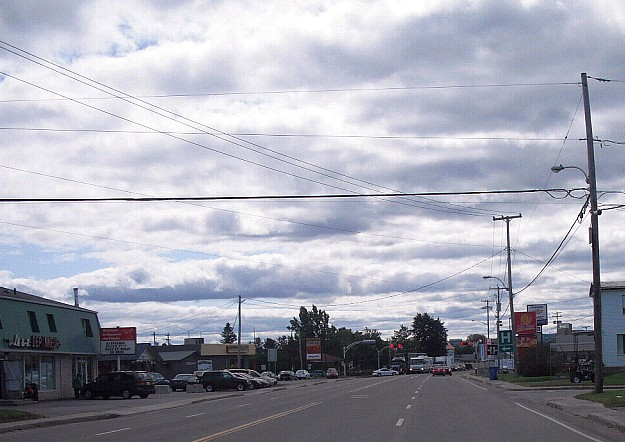
نمایی از شهرک روبروال در منطقه شهری لو دومن-دو-روآ / ۲۰۰۹

روبروال (به فرانسوی: Roberval) شهرکی در منطقه شهری لو دومن-دو-روآ ناحیه سگونه-لاک-سن-ژان در استان کبک کانادا است. در سرشماری سال ۲۰۱۱ این شهرک ۱۰٬۷۴۴ نفر جمعیت داشته‌است و مساحت آن ۱۶۸٫۲۷ کیلومتر مربع است.